# Нигер на Олимпийских играх
Нигер принимал участие в 12 летних Олимпийских играх. Национальная команда дебютировала на Олимпиаде в Токио в 1964 году и с тех пор не пропустила ни одной летней Олимпиады, кроме Игр в Монреале и в Москве. В зимних Олимпийских играх спортсмены Нигера никогда не участвовали.
За время выступления на Олимпиадах представители Нигера завоевал две олимпийские медали: на Играх в Мюнхене в 1972 году бронзовую медаль завоевал боксёр Иссака Даборе в категории до 63,5 килограмм, а на Олимпиаде в Рио в 2016 году серебряную медаль завоевал тхэквондист Иссуфу Абдулразак в дисциплине свыше 80 кг.

## Медалисты
| Медаль  | Спортсмен         | Игры                | Вид спорта | Дисциплина           |
| ------- | ----------------- | ------------------- | ---------- | -------------------- |
| Бронза  | Иссака Даборе     | 1972 Мюнхен         | Бокс       | мужчины, до 63,5 кг  |
| Серебро | Иссуфу Абдулразак | 2016 Рио-де-Жанейро | Тхэквондо  | мужчины, свыше 80 кг |

## Медальный зачёт
| Игры                | Золото | Серебро | Бронза | Всего |
| ------------------- | ------ | ------- | ------ | ----- |
| 1972 Мюнхен         | 0      | 0       | 1      | 1     |
| 2016 Рио-де-Жанейро | 0      | 1       | 0      | 1     |
| Итого               | 0      | 1       | 1      | 2     |